# Gaby Mink
Gaby Mink (* 20. Februar 1966) ist eine ehemalige deutsche Fußballspielerin, die mit zwei Vereinen in fünf aufeinanderfolgenden Jahren fünf deutsche Titel gewann und siebenmal in Folge das Pokalfinale erreichte.

## Karriere
Mink gehörte von 1988 bis 1990 dem FSV Frankfurt in der Oberliga Hessen im Regionalverband Süd als Stürmerin an. In diesem Zeitraum gewann sie mit ihrer Mannschaft zweimal die Hessische Meisterschaft, die zur Teilnahme an der Endrunde um die Deutsche Meisterschaft berechtigte. Scheiterte ihre Mannschaft 1989 noch im Halbfinale am TuS Ahrbach nach Hin- und Rückspiel im Gesamtergebnis mit 3:5, so unterlag die Mannschaft 1990 dem späteren Deutschen Meister TSV Siegen nach Hin- und Rückspiel mit 2:3 bereits im Viertelfinale. Gegen diesen Verein blieb ihre Mannschaft zuvor am 24. Juni 1989 im Berliner Olympiastadion vor 10.000 Zuschauern im Endspiel um den DFB-Pokal – als Vorspiel zum Männerfinale – mit 1:5 im Finale chancenlos. Am 19. Mai 1990 erzielte Martina Walter in der 20. Minute das 1:0-Siegtor gegen den FC Bayern München, das ihr und ihrer Mannschaft den Pokalerfolg sicherte.
Mink wechselte zur Saison 1990/91 zum TSV Siegen, für den sie bis Saisonende 1994/95 in der Gruppe Nord, der seinerzeit zweigleisigen Bundesliga, Punktspiele bestritt. Als Meister dieser Spielklasse nahm er in der Folge auch an der Endrunde um die Deutsche Meisterschaft teil und gewann das am 16. Juni 1991 im Siegener Leimbachstadion vor 4.200 Zuschauern ausgetragene Finale gegen den FSV Frankfurt mit 4:2; Mink wurde in der 70. Minute für Loes Camper eingewechselt. Das am 22. Juni 1991 erreichte Finale im DFB-Pokal-Wettbewerb hingegen wurde mit 0:1 gegen Grün-Weiß Brauweiler überraschend verloren. Im Jahr darauf, am 28. Juni 1992 an selber Stätte, wurde Grün-Weiß Brauweiler dafür im Meisterschaftsfinale mit 2:0 bezwungen. Auch mit ihrem neuen Verein gewann sie den nationalen Vereinspokal, denn am 12. Juni 1993 wurde im Berliner Olympiastadion vor 10.000 Zuschauern Grün-Weiß Brauweiler erst im Elfmeterschießen mit 6:5 bezwungen, wie auch am 19. Juni 1994 in Pulheim im Meisterschaftsfinale mit 1:0.

## Erfolge
FSV Frankfurt
- DFB-Pokal-Sieger 1990

TSV Siegen
- Deutscher Meister 1991, 1992, 1994
- DFB-Supercup-Sieger 1992
- DFB-Pokal-Sieger 1993